# Солодченко, Никита Владимирович
Никита Владимирович Солодченко (род. 1 октября 1997, Краснодар) — российский футболист, полузащитник испанского клуба «Олива».

## Клубная карьера
Воспитанник краснодарского футбола. В 12 лет попал в школу местной «Кубани», где провёл пять лет. В феврале 2016 года перебрался в Испанию, где выступал за молодёжный состав «Марбельи». Затем играл в за полупрофессиональные команды в низших испанских дивизионах: «Хове Эспаньол» Сан-Висенте-дель-Распеч, «Вильена» Вильена и «Прадо дель Рей». Из-за проблем с разрешением на работу контракт с профессиональными командами в Испании подписать не смог.
В январе 2020 года подписал свой первый профессиональный контракт с никарагуанским клубом «Вальтер Ферретти» из Манагуа. 2 февраля дебютировал в чемпионате Никарагуа, выйдя на замену на 75-й минуте домашнего матча с «Ювентусом».
С февраля по июль 2021 года являлся игроком команды «Альхесарес» выступающей в 5-м испанском дивизионе.

## Статистика выступлений

### Клубная
| Выступление      | Выступление      | Выступление      | Лига | Лига | Кубки | Кубки | Итого | Итого |
| Клуб             | Лига             | Сезон            | Игры | Голы | Игры  | Голы  | Игры  | Голы  |
| ---------------- | ---------------- | ---------------- | ---- | ---- | ----- | ----- | ----- | ----- |
| Вальтер Ферретти | Лига Примера     | 2019/20          | 2    | 0    | 0     | 0     | 2     | 0     |
| Вальтер Ферретти | Итого            | Итого            | 2    | 0    | 0     | 0     | 2     | 0     |
| Всего за карьеру | Всего за карьеру | Всего за карьеру | 2    | 0    | 0     | 0     | 2     | 0     |